# Solanum scabrum
Solanum scabrum es una especie de planta fanerógama perteneciente a la familia de las solanáceas.

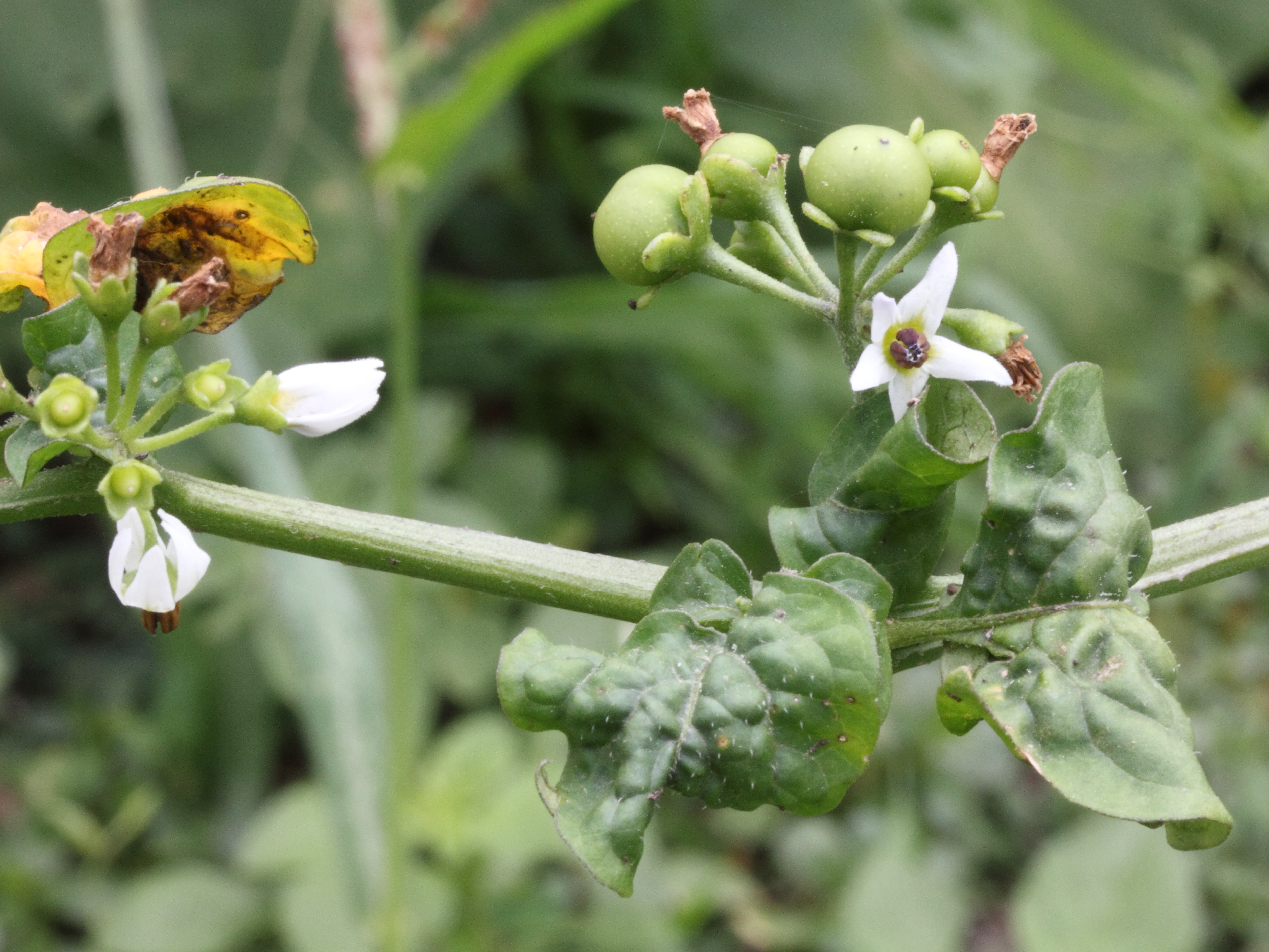
Flores

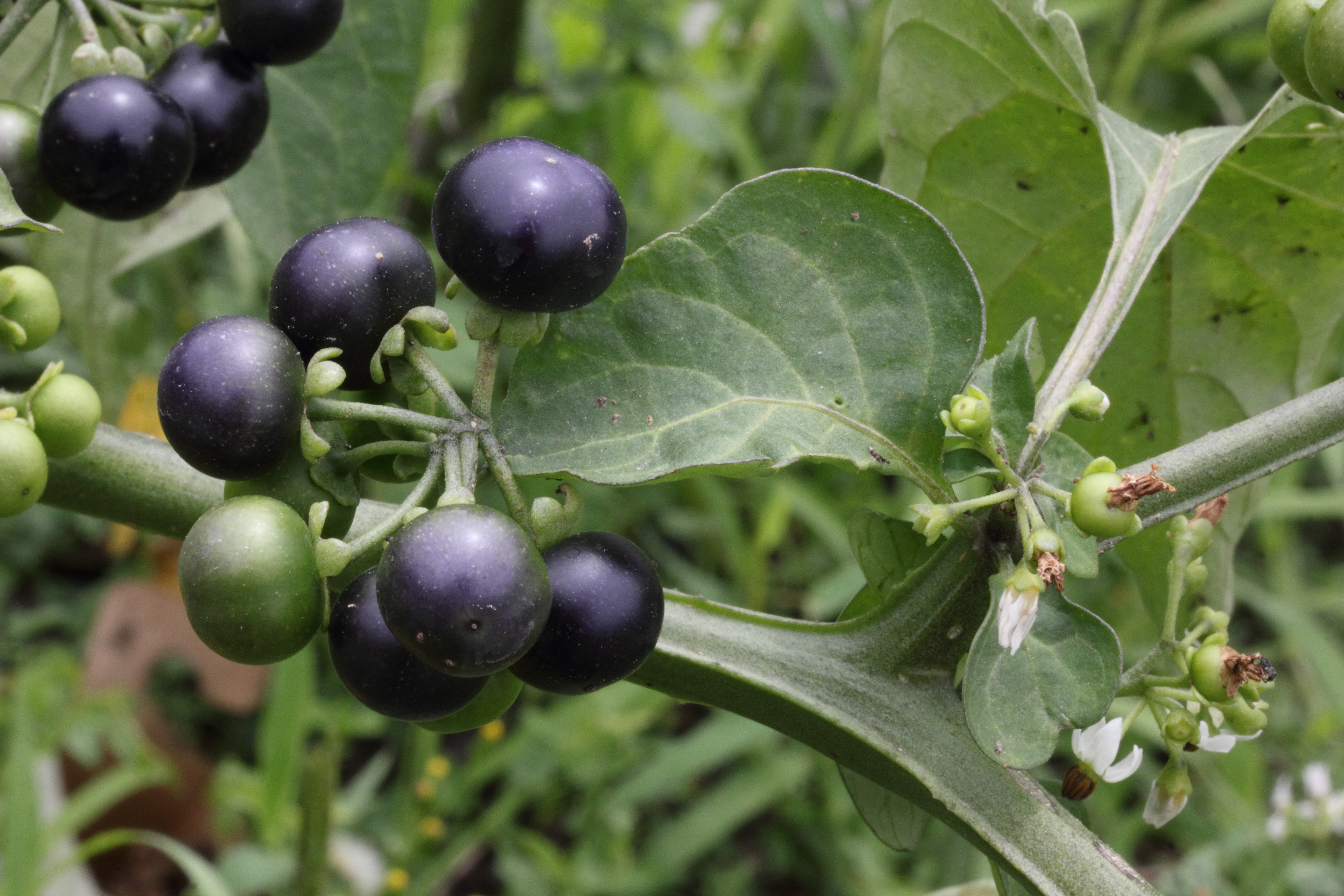
Frutos

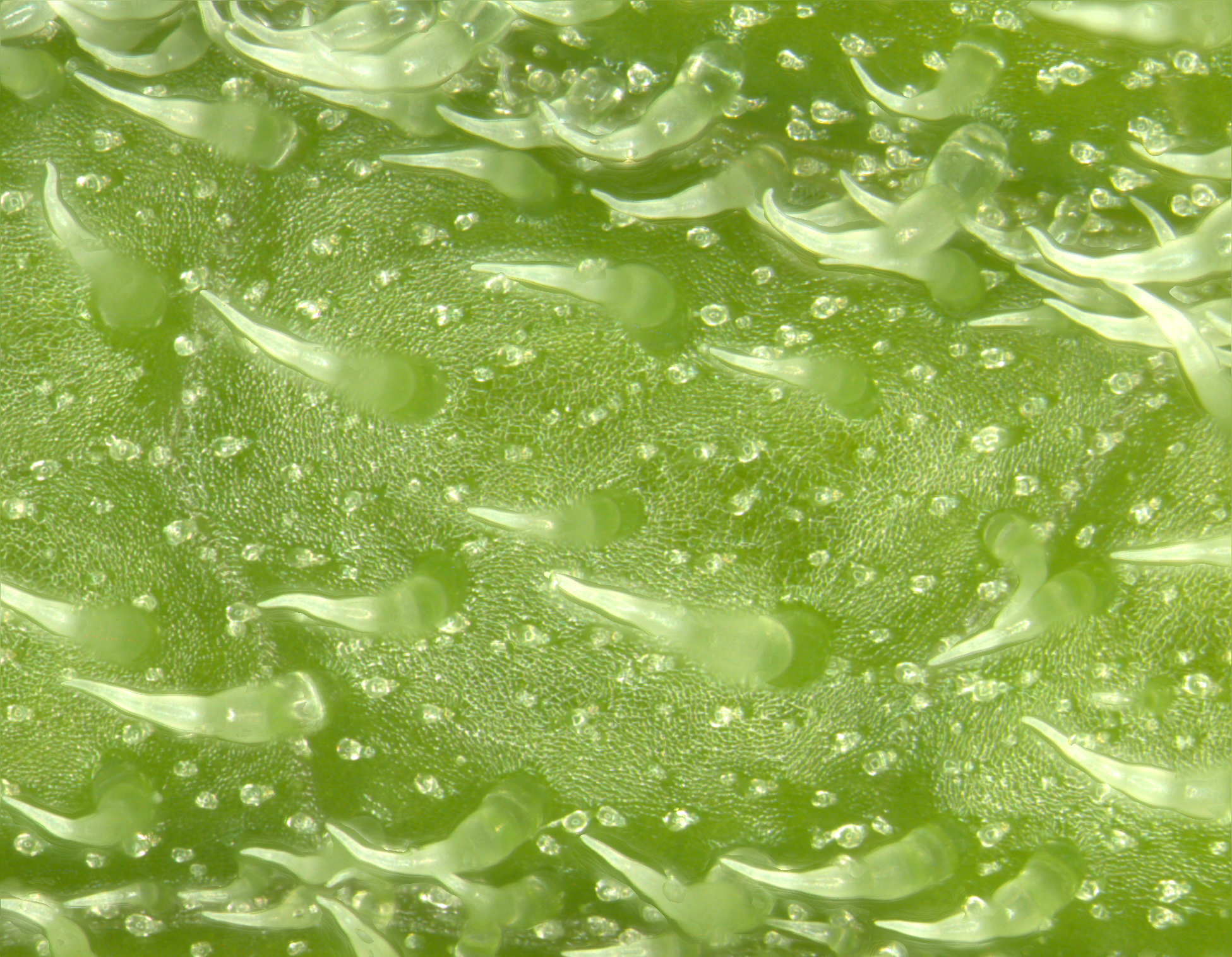
Detalle de los tricomas de la hoja

## Distribución
Es una planta anual o perenne. El origen de la especie es incierto, aunque Linneo lo atribuyó a África, pero también se produce en América del Norte, y se naturalizó en muchos países. En África se cultiva como verdura de hoja y para el tinte por las bayas.

## Descripción
Es una hierba anual o perenne de corta duración que alcanza un tamaño de 1 m de altura, sin pelo o escasamente pilosas. Las hojas suelen ser ovaladas, de 7-12 cm de largo y 5-8 cm de ancho, con pecíolos de 1,5-7 cm de largo. La inflorescencia es simple o, a veces ramificada con 9-12 flores. La corola de color blanco es estrellada, de 15-20 mm diámetro, y, a veces teñida de púrpura y de amarillo. Las bayas son globulares, de 10-17 mm diámetro, púrpura-negras. Las semillas son 1.8 a 2.2 mm de largo, pálida o teñida de púrpura.

## Alimentación
S.scabrum se cultiva por su hoja comestible en África. Es la especie más cultivada intensivamente para la hoja de cultivo dentro del complejo de Solanum nigrum y, como tal, ha sido objeto de selección genética por los agricultores para el tamaño de la hoja y otras características.

## Tinte
En África una forma rechoncha de S.scabrum se cultiva como un cultivo parta la obtención bayas maduras para su uso como tinte.

## Taxonomía
Solanum scabrum fue descrita por Philip Miller y publicado en The Gardeners Dictionary:... eighth edition Solanum no. 6. 1768.
Etimología
Solanum: nombre genérico que deriva del vocablo Latíno equivalente al Griego στρνχνος (strychnos) para designar el Solanum nigrum (la "Hierba mora") —y probablemente otras especies del género, incluida la berenjena—, ya empleado por Plinio el Viejo en su Historia naturalis (21, 177 y 27, 132) y, antes, por Aulus Cornelius Celsus en De Re Medica (II, 33). Podría ser relacionado con el Latín sol. -is, "el sol", debido a que la planta sería propia de sitios algo soleados.
scabrum: epíteto latino compuesto que significa "rugosa".
Sinonimia
- Solanum melanocerasum All.	[8]